# عوروبا

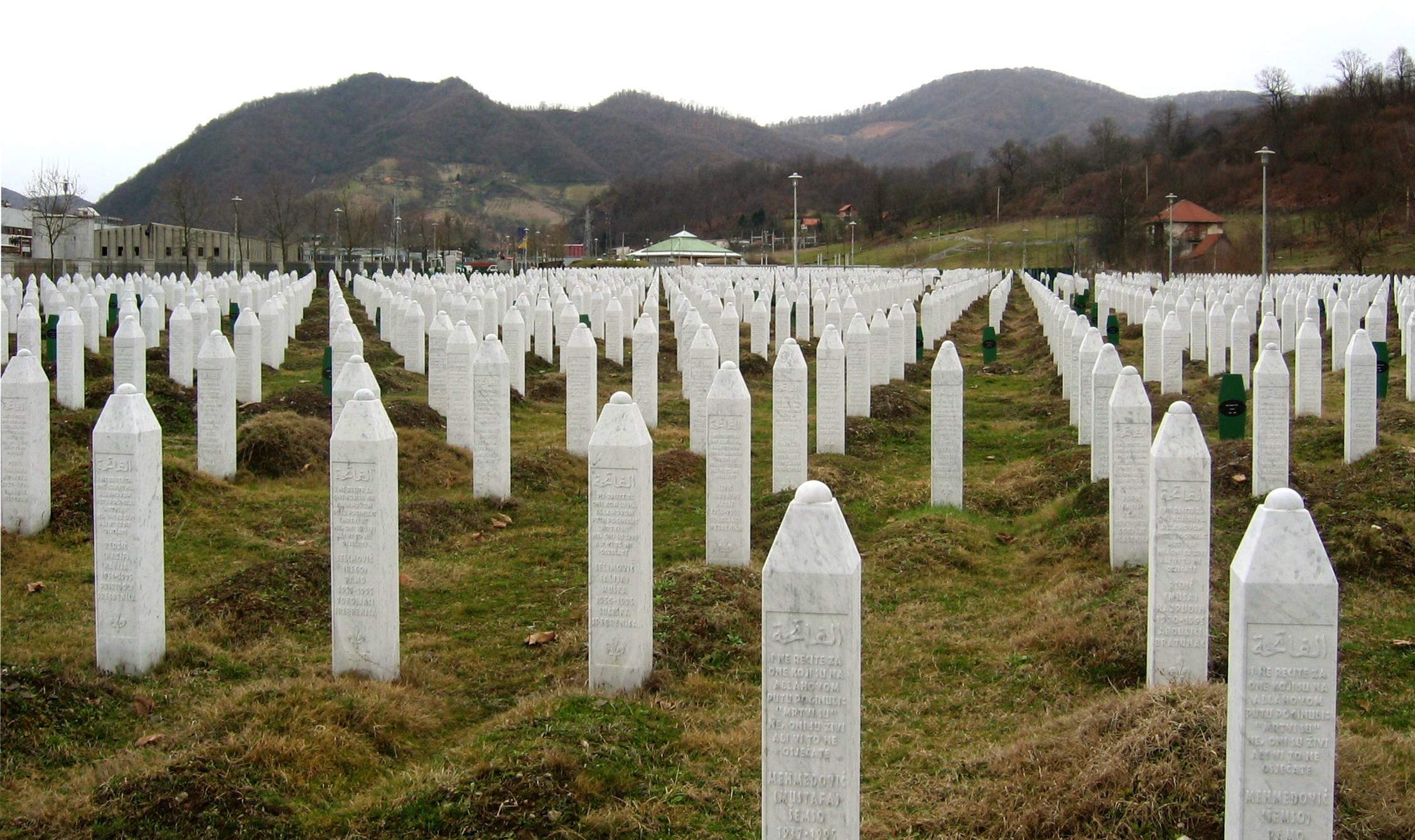

عوروبا أو يورابيا (بالإنجليزية: Eurabia) مصطلح سياسي مُستحدث ومنحوت من عَوْرَبَة أوروبا (بالإنجليزية: Europe Arabia) يُستخدم المصطلح من قبل اليمين المتطرف في أوروبا لوصف نظرية مؤامرة كارهة للعرب والإسلام، تشمل كيانات عالمية يُزعم أنها بقيادة قوى عربية وفرنسية، تهدف إلى أسلمة وتعريب أوروبا، وبالتالي إضعاف ثقافتها الحالية وتقويض التوافق السابق مع الولايات المتحدة وإسرائيل.
صاغت هذا المفهوم الكاتبة البريطانية بات يور (الاسم المستعار للكاتبة جيزيل ليتمان) في أوائل العقد الأول من القرن الحادي والعشرين، وهو موصوف في كتابها الذي صدر في عام 2005 بعنوان عوروبا: المحور العربي الأوروبي. وصف بنيامين لي، من مركز البحوث والأدلة للتهديدات الأمنية في جامعة لانكستر، الكتاب بأنه يقول: «استسلمت أوروبا للإسلام وهي في حالة خضوع (توصف بأنها الذمية)، فاضطرت إلى إنكار ثقافتها الخاصة، والوقوف بصمت في مواجهة الفظائع المسلمة، وتقبل هجرة المسلمين، وأن تُثني على ذلك من خلال أنواع مختلفة من المساعدات الاقتصادية». يقع اللوم وفقًا للنظرية على مجموعة من الجماعات بما في ذلك الشيوعيين، والفاشيين، ووسائل الإعلام، والجامعات، والمساجد، والمراكز الثقافية الإسلامية، والبيروقراطيين الأوروبيين والحوار الأوروبي العربي.
اكتسب هذا المصطلح بعض الاهتمام العام، واستُخدِم ونوقِش عبر مجموعة واسعة من الأطياف السياسية، بما في ذلك النشطاء اليمينيين، ومكافحي الجهاد وأنواعًا مختلفة من المناهضين للإسلام، والنشطاء المحافظين. استُخدِمت «نظرية المؤامرة الأم» الخاصة ببات يور في مزيد من النظريات الفرعية. ازدادت أهمية الكتاب في التعبير عن المشاعر المعادية للإسلام، واستخدمته حركات مثل حركة أوقف أسلمة أوروبا. اكتسب أيضًا اهتمامًا متجددًا بعد أحداث 11 سبتمبر واستخدام المصطلح من قبل مرتكب هجمتي النرويج في 22 يوليو عام 2011 الذي يُدعى أندرس بهرنغ بريفيك. تعرضت أطروحة يور لانتقادات العلماء، واشتدت بعد جريمة بريفيك. وُصفت المؤامرة بأنها تشبه بروتوكولات حكماء صهيون المعادية للسامية.
نوقِشت العوروبا أيضًا في معاداة الأوروبية الكلاسيكية، وهي ذات تأثير كبير في ثقافة الولايات المتحدة وفي مفهوم الخصوصية الأمريكي، والتي ترى أوروبا في بعض الأحيان في انحدار أو كقوة منافسة صاعدة، أو الاثنان معًا كما هو الأمر في هذه الحالة.

## قضايا
وصف بعض الأكاديميين مفهوم عوروبا بأنه نظرية مؤامرة كارهة للإسلام. تختصر عوروبا التفاعل المعقد بين الولايات المتحدة وفرنسا وإسرائيل والدول العربية والإسلامية على أساس شعار «نحن ضدهم». رُفِضت نظريات العوروبا باعتبارها كارهة للمسلمين ومتطرفة ونظريات مؤامرة في المجتمع الأكاديمي. أبدى الأكاديميون في البداية اهتمامًا ضئيلًا بنظريات العوروبا بسبب افتقارهم إلى الأساس الواقعي. عولِج الموضوع في دراسات التطرف اليميني وسياسات الشرق الأوسط. تغير هذا بعد هجومي النرويج عام 2011، واللذان كانا سببًا لنشر العديد من الأعمال التي تعالج نظريات المؤامرة في العوروبا بشكل خاص. ذهبت جانّ هالاند ماتلاري إلى حد القول بإنه «من الضعف استخدام الوقت لتحليل شيء في غاية البدائية».

### علم السكان
قال مركز بيو للأبحاث في عام 2011 إن «البيانات التي لدينا لا توجه الأصابع نحو العوروبا على الإطلاق»، وتوقع ارتفاع نسبة المسلمين إلى 8% في عام 2030. رفض الأكاديميون الذين حللوا التركيبة السكانية لعام 2007 التوقعات بأن الاتحاد الأوروبي سيكون ذو أغلبية مسلمة. يُعقل تمامًا الافتراض بأن العدد الإجمالي للسكان المسلمين في أوروبا سيزداد، وأن المسلمين لديهم، وسيكون لديهم، بصمة مهمة على الحياة الأوروبية. إن احتمال وجود مجتمع مسلم متجانس في حد ذاته أو أغلبية مسلمة في أوروبا غير وارد.
سعى جوستن فايس لتشويه سمعة ما يسميه «أربعة أساطير من مدرسة التهويل»، وذلك باستخدام المسلمين في فرنسا كمثال. كتب أن معدل نمو السكاني للمسلمين كان أقل مما توقعته العوروبا بشكل خاص، ويعود ذلك جزئيًا إلى انخفاض معدل الخصوبة لدى المهاجرين مع الاندماج. يشير أيضًا إلى أن المسلمين ليسوا مجموعة مترابطة أو متماسكة، وأن العديد من المسلمين يسعون إلى الاندماج سياسيًا واجتماعيًا. كتب أخيرًا أنه لم يكن للمسلمين تأثير قوي على السياسة الخارجية الفرنسية على الرغم من أعدادهم.
إن كبار المسلمين الأوروبيين يتحدثون إلى حد ما ضد الأصولية الدينية، وهم بعيدون عن الاعتراف بالدول العربية بأنهم نموذج يُحتذى به على الإطلاق.

## انتشار المؤامرات والتأثيرات الجديدة
أمثلة على استخدام المناصرين:

### أوروبا

#### ألمانيا
أصدر السياسي الألماني تيلو زاراتسين كتاب ألمانيا تلغي نفسها في عام 2010. يؤكد الكتاب أن ألمانيا ستصبح دولة ذات أغلبية مسلمة مع استمرار الهجرة الإسلامية. جادل الصحفي سايمون كوبر بأن زاراتسين بذل جهدًا كبيرًا لنشر مفهوم عوروبا أكثر من أي شخص آخر في أوروبا مع بيعه أكثر من مليون نسخة.
استخدم حزب البديل من أجل ألمانيا (إيه أف دي) اليميني المتطرف في ألمانيا لوحة جان ليون جيروم سوق العبيد في عام 1886 مع شعار «الأوروبيون يصوتون لصالح الإيه أف دي!» و«إذن أوروبا لن تصبح عوروبا!»، وذلك في الحملات السياسية لانتخابات البرلمان الأوروبي لعام 2019. أفادت إذاعة دويتشه فيله أن اللوحة تصور بشكل إيحائي رجالًا ذوي بشرة داكنة مع لحى ولباس أجنبي «يتفقدون أسنان امرأة بيضاء عارية».

#### إيطاليا
زعمت الصحفية أوريانا فالاتشي في عام 2004 أن هجرة المسلمين والخصوبة العالية كانت جزءًا من نظرية المؤامرة. قالت فالاتشي لصحيفة وول ستريت جورنال في عام 2005 إن «أوروبا لم تعد أوروبا، فهي الآن عوروبا، مستعمرة إسلامية».
ذكر فرانشيسكو سبيروني، عضو البرلمان الأوروبي في رابطة الشمال، في عام 2011 أنه يشارك نفس وجهة نظر أندرس بهرنغ بريفيك التي تقول «إننا نسير نحو عوروبا». أكد سبيروني موافقته مع بريفيك على نظرية المؤامرة في مقابلة مع راديو 24 في أعقاب الهجمتين.
استخدم جوليو ميوتي النظرية فيما يتعلق بالتركيبة السكانية لأوروبا في عام 2018، وكتب أن «أوروبا قد انتهت، وسيكون مستقبلها مزيجًا من عوروبا وجناح للمسنين».
زعم قائد رابطة الشمال في سارزانا أن كلًا من حزب الشعب الأوروبي وحزب الاشتراكيين الأوروبيين كانا يحاولان خلق عوروبا في مايو عام 2019 قبل الانتخابات الأوروبية. أقر نائب رئيس الوزراء الإيطالي ماتيو سالفيني النظرية على أنها تهديد حقيقي في اليوم السابق للانتخابات. أصر على أن دولة عوروبا بدأت بالفعل في السويد، وهو ما نفته السفارة السويدية على الفور بإصدار بيان رسمي. أصدر أيضًا خطابًا مناهضًا للمهاجرين على تويتر استحضارًا لذكرى أوريانا فالاتشي مصحوبًا برسالة «لا لعوروبا».

#### هولندا
وصف الصحفي آرثر فان أميرونغن مولينبيك بأنها «عوروبا بروكسل» في عام 2008. واجه أميرونغن انتقادات شديدة من الأقران ووسائل الإعلام لتأييده نظرية المؤامرة، وذلك على الرغم من الادعاء بصياغة الكاتب فين فان روي لهذه العبارة بالفعل. وافق المصور الصحفي تيُن فوتين على وصف أميرونغن، ووصف مولينبيك بأنها «منطقة معزولة عرقية ودينية»، وذلك بعد هجمات باريس في نوفمبر عام 2015، واكتشاف خلية إرهابية تابعة لتنظيم داعش في بروكسل.
صرح زعيم الحزب من أجل الحرية خيرت فيلدرز، الذي يعمل في مجلس النواب الهولندي، بشكل صريح أنه «إذا لم نوقف الأسلمة الآن، فستكون عوروبا ونيثرابيا مسألة وقت». اعتقد فيلدرز المؤيد لنظرية المؤامرة أن هجرة المسلمين إلى أوروبا مدفوعة باتفاقية بين الاتحاد الأوروبي والدول الإسلامية، وألقى خطابًا في البرلمان الهولندي حول عوروبا.